# サバイバル飛田
サバイバル飛田（サバイバルとびた、1969年6月1日 - ）は、日本のプロレスラー。本名：飛田 将（とびた まさる）。

## 経歴
- 帝京大学在学中はSWSガクセイプロレスで活動。
- 1994年、PWC横浜市無国籍屋台15番街ヨンドン大会にて、バイオレンス・リベンジャーとのシングルマッチでデビューを果たす。
- 1996年10月17日、PWCを退団。
- 1998年5月25日、DDTプロレスリング北沢タウンホール大会にて、リングネームを正式にサバイバル飛田へと改名。
- 1999年1月、埼玉プロレスを設立。
- 同年3月29日、埼玉プロレスの旗揚げ戦を大田区民プラザにて開催。
- 2016年9月18日、失業プロレス（仮）の旗揚げ戦を大袋ケルベロス道場にて開催。
- 2018年3月19日、全日本プロレス後楽園ホール大会にて、GAORA TV チャンピオンシップ次期挑戦者決定バトルロイヤルに参加。11分21秒、ゴールデンアームボンバー→片エビ固めで優勝[1]。
- 同年5月19日、全日本プロレスサンレック北上大会にて、王者秋山準が保持するGAORA TV チャンピオンシップに挑戦。7分30秒、フロントネックロックで敗退。

## 得意技

### フィニッシュ・ホールド
パイルドライバー

### 打撃技
ラリアット
モンゴリアンチョップ

### 組み技
ゴールデン・アームボンバー
宇宙パワー技
パワーボム

### 関節技
KYスペシャル
X固め
首4の字固め

### その他
ビッグファイアー
CG攻撃
スッポン攻撃

## タイトル歴
埼玉プロレス
- 埼玉無差別級リアルファイト王座（初代）
- 総合格闘技ダイハードトーナメント（第2回優勝）

全日本プロレス
- GAORA TV チャンピオンシップ次期挑戦者決定戦バトルロイヤル（第1回優勝）

## 入場曲
- ロマンチスト/ザ・スターリン（現在）
- おはよう こんにちは/エレファントカシマシ - ライブバージョンでの入場もあり。
- ガストロンジャー/エレファントカシマシ  - ライブバージョンでの入場もあり。
- コール アンド レスポンス/エレファントカシマシ
- この世は最高!/エレファントカシマシ
- ファイティングマン/エレファントカシマシ
- ドビッシャー男/エレファントカシマシ
- 花男/エレファントカシマシ
- 石橋たたいて八十年/エレファントカシマシ
- 涙の数だけ/エレファントカシマシ
- Ladies and Gentleman/エレファントカシマシ - 一時期は上記「ガストロンジャー」等の前奏部に足されていた。
- SILENT SURVIVOR/KODOMO BAND
- 砂塵の彼方へ/eastern youth